# Polska Superliga Tenisa Stołowego 2013/2014
Superliga Tenisa Stołowego 2013/2014 – edycja rozgrywek pierwszego poziomu ligowego w Polsce. Brało w niej udział 10 drużyn, grając systemem kołowym. Cztery czołowe drużyny w tabeli po sezonie zasadniczym brały udział w meczach play-off o tytuł mistrza kraju, natomiast drużyny z miejsca 9 i 10 zostały zdegradowane do niższej ligi.
Złoty medal Mistrzostw Polski wywalczył zespół Bogorii Grodzisk Mazowiecki, srebrny Olimpii-Unii Grudziądz, a brązowy otrzymały Kolping Jarosław i Polonia Bytom. W kolejnym sezonie w rozgrywkach brało udział 12 zespołów, w związku z czym nikt nie został zdegradowany.

## Drużyny
| Nazwa drużyny                         | Miejsce w poprzednim sezonie |
| ------------------------------------- | ---------------------------- |
| ASTS OLIMPIA-UNIA Grudziądz           | 1                            |
| KS DARTOM BOGORIA Grodzisk Mazowiecki | 2                            |
| ZKS Palmiarnia Zielona Góra           | 3                            |
| PKS Kolping FRAC Jarosław             | 3                            |
| MORLINY Ostróda                       | 5                            |
| FIBRAIN AZS Politechnika Rzeszów      | 6                            |
| KST Energa-Manekin Toruń              | 7                            |
| CARBO-KOKS TTS Polonia Bytom          | 8                            |
| KS Dekorglass Działdowo               | Awans z I ligi               |
| Poltarex Pogoń Lębork                 | Awans z I ligi               |

## Tabela (sezon zasadniczy)
| Poz. | Drużyna                        | M  | Z  | P  | Pojedynki | Punkty |
| ---- | ------------------------------ | -- | -- | -- | --------- | ------ |
| 1.   | PKS Kolping Jarosław           | 17 | 15 | 2  | +28       | 40     |
| 2.   | KS Bogoria Grodzisk Mazowiecki | 17 | 14 | 3  | +23       | 37     |
| 3.   | ASTS Olimpia-Unia Grudziądz    | 17 | 12 | 5  | +16       | 34     |
| 4.   | CARBO-KOKS TTS Polonia Bytom   | 17 | 11 | 6  | +8        | 31     |
| 5.   | KS Dekorglass Działdowo        | 17 | 7  | 10 | +1        | 28     |
| 6.   | AZS Politechnika Rzeszów       | 17 | 9  | 8  | -2        | 25     |
| 7.   | Morliny Ostróda                | 17 | 6  | 11 | -11       | 19     |
| 8.   | ZKS Palmiarnia Zielona Góra    | 17 | 4  | 13 | -20       | 12     |
| 9.   | Poltarex Pogoń Lębork          | 17 | 2  | 15 | -23       | 11     |
| 10.  | KST Energa-Manekin Toruń       | 9  | 1  | 16 | -20       | 3      |

## Wyniki (play-off)

### Półfinały
| Drużyna                      | Wyniki      | Drużyna                        |
| ---------------------------- | ----------- | ------------------------------ |
| CARBO-KOKS TTS Polonia Bytom | 0:3 1:3     | KS BOGORIA Grodzisk Mazowiecki |
| ASTS Olimpia-Unia Grudziądz  | 3:1 1:3 3:0 | PKS Kolping FRAC Jarosław      |

### Finał
| Drużyna                     | Wyniki | Drużyna                        |
| --------------------------- | ------ | ------------------------------ |
| ASTS Olimpia-Unia Grudziądz | 1:3    | KS BOGORIA Grodzisk Mazowiecki |

## Medaliści
| Lp. | Drużyna                        | Skład                                                           |
| --- | ------------------------------ | --------------------------------------------------------------- |
| 1.  | KS Bogoria Grodzisk Mazowiecki | Oh Sang-eun, Daniel Górak, Paweł Fertikowski, Robert Floras     |
| 2.  | ASTS Olimpia-Unia Grudziądz    | Patryk Chojnowski, Patryk Zatówka, Tomislav Kolarek             |
| 3.  | PKS Kolping Jarosław           | Wang Zeng Yi, Evgueni Chtchetinne, Vitali Nekhviadovich         |
| 3.  | CARBO-KOKS TTS Polonia Bytom   | Tomáš Konečný, Jakub Kosowski, Radek Mrkvicka, Grzegorz Iwaniuk |